# مارسيو بيتينكورت
مارسيو بيتينكورت (بالبرتغالية: Márcio Bittencourt‏) هو مدرب كرة قدم ولاعب كرة قدم برازيلي في مركز الوسط، ولد في 19 أكتوبر 1964 في ساو جوزيه دوس كامبوس في البرازيل. شارك مع منتخب البرازيل لكرة القدم. أما مع النوادي، فقد لعب مع باوليستا ونادي إنترناسيونال ونادي كورينثيانز.

## وصلات خارجية
- مارسيو بيتينكورت على موقع قاعدة بيانات كرة القدم.إي يو (الإنجليزية)
- مارسيو بيتينكورت على موقع ناشيونال فوتبول تيمز (الإنجليزية)
- مارسيو بيتينكورت على موقع عالم كرة القدم.نت (الإنجليزية)